# Наймилостивіша Величність

Корона Св. Едварда

Наймилостивіша Величність (англ. Most Gracious Majesty) — форма звертання до короля у Великій Британії. Це розширена версія титулу Ваша Величносте і використовується лише в найбільш формальних випадках.

## Історична довідка
Близько 1519 року король Генріх VIII вирішив, що «Величність» має стати титулом суверена Англії. До цього це звертання використовувалось лише по відношенню до Бога або Батьківщини.
Однак титул «Величність» ще довго чергувався з титулами «Вельможність» та «Милість», навіть в офіційних документах. Наприклад, одне юридичне рішення, винесене Генріхом VIII, використовує всі три титули поспіль: Стаття 15 починається з того, що «наказав Королівська Вельможність», Стаття 16 — «Королівська Величність», а стаття 17 — «Королівська Милість».
У Шотландії, до її приєднання до Англії, королів називали лише «Ваша Милість».
Однак за часів правління Якова VI у Шотландії та в Англії й Ірландії (як Яків І) — він зробив «Величність» офіційним титулом для короля, виключивши всі інших.
У наш час звертання «Наймилостивіша Величність» застосовується до королеви Великої Британії рідко, під час офіційних урочистих подій.
Почесний титул «Його Найвидатніша Величність» використовується виключно для теперішнього чи минулого правлячого монарха. Звертання «Її Наймилостивіша Величність» використовується для королеви-консорта, королеви-матері чи королеви-вдови.
У 2012 році спікер Палати громад та Лорд-Спікер застосували модифіковану версію цього стилю, звернувшись до королеви Єлизавети II як до «Наймилостивішого Суверена» (Most Gracious Sovereign).